# Nabil Dirar
Nabil Dirar (en arabe : نبيل درار), né le 25 février 1986 à Casablanca au Maroc, est un footballeur international marocain. Il possède la double nationalité belgo-marocaine évoluant au FC Schifflange.

## Carrière

### En club

#### Enfance et formation au Diegem Sport (2005-2006)
Né à Casablanca en 1986 dans une famille originaire de doukkala, Dirar grandit et passe sa jeunesse dans sa ville natale avant d'immigrer à l'âge de douze ans avec sa mère, ses frères et ses sœurs en Belgique à Saint-Josse-ten-Noode. Nabil Dirar ne connaîtra pas son père qui est décédé alors qu'il avait un an, en 1987. Il est le plus jeune d'une nombreuse famille de 11 enfants. A son enfance, Dirar grandira avec son meilleur ami Kardo Ceza avant que ce dernier devienne son agent de football. Son agent, à propos de Dirar déclarera: « Lorsqu’il était petit, il ne pensait qu’au ballon. Il venait toujours sonner chez moi pour que l’on aille jouer dans le parc du Cinquantenaire. Je me rappelle d’une fois où il neigeait et qu’il voulait absolument aller jouer ».
C'est donc à Bruxelles que Nabil commence le football à l'âge de quatorze ans dans le club du FC Haren où il restera seulement un an, avant d'être transféré à Molenbeek dans le club du RWDM. Il joue pendant deux saisons chez les jeunes de l'Union Saint-Gilloise avant d'être transféré dans son club formateur du Diegem Sport. Il commence sa carrière professionnelle en troisième division belge en 2005 où il jouera plus de 20 matchs avec le Diegem Sport.

#### KVC Westerlo (2006-2008)
A l'occasion du mercato hivernal 2005, Dirar signe un contrat de transfert le 6 janvier 2006 au KVC Westerlo. Le jeune belgo-marocain n'a alors que 20 ans. Il joue au moins 50 matchs, dont la majorité en Jupiler Pro League. Il est alors déjà considéré comme l'une des plus grandes révélations du championnat belge. Grâce à ses qualités techniques et sa vision de jeu, il est très souvent comparé à Mbark Boussoufa qui évoluait également dans le même championnat. Longuement courtisé par deux clubs belges: le RSC Anderlecht et le Club Bruges. Il finira par être transféré deux saisons après avec Bernt Evens au Club Bruges.

#### FC Bruges (2008-2012)
Dirar est transféré en été 2008 en même temps que Ronald Vargas et Joseph Akpala dans le club flamand du FC Bruges sous coaching de Jacky Mathijssen en Jupiler Pro League. Nabil, portant à l'époque le numéro 10 d'un milieu offensif, sera à ses débuts beaucoup comparé à un joueur de foot en salle avec sa manière de jouer. Il terminera la saison 2008-2009 comme étant troisième du championnat après le Standard de Liège et le RSC Anderlecht.
Nabil débutera la saison qui suit (2009-2010) avec un nouvel entraîneur (Adrie Koster). Avec l'entraîneur néerlandais, Dirar se verra titulaire indiscutable en duo avec Ivan Perisic en tant qu'ailier polyvalent. Dans cette saison, Nabil Dirar se montrera pas très sportif en arrivant quotidiennement en retard dans les entraînements ainsi que dans un rassemblement de la sélection marocaine en 2009. Le joueur sera condamné à deux matchs de suspension après avoir craché sur un adversaire du KV Mechelen, Yoni Buyens. Ayant un caractère fort et indiscipliné, le joueur sera écarté de l'équipe A du FC Bruges pendant de longues mois.
A son retour en équipe A, Dirar ne se montrera toujours pas exemplaire et ira même en confrontation avec ses coéquipiers, plus particulièrement avec Stijn Stijnen. Etant un joueur isolé de l'effectif, il ne célébrera aucun but lorsque le FC Bruges se mettra à marquer. En juillet 2010, Nabil s'absente sans raisons et sans informer personne lors d'un jour Fanday organisé par le club-même. Après plusieurs suspensions à répétition, Dirar ne trouvera pas sa place dans cette équipe du FC Bruges et aurait même réclamé de quitter le club. C'est à cette période que l'entraîneur néerlandais Adrie Koster lui donnera sa dernière et unique chance pour se reprendre et se rattraper en le faisant jouer en tant que titulaire en équipe A. En mars 2011 à l'occasion d'un match de championnat face au KV Kortrijk, Dirar s'énervera et viendra même aux mains en plein match face à son coéquipier Vadis Odjidja-Ofoe à cause d'un coup franc que ce dernier lui a refusé de donner. Les supporters du FC Bruges foudroyés par le jeune international marocain, se mettront à siffler et à insulter le joueur en plein match. Nabil Dirar leur répondra en plein match par des gestes inacceptables sur un terrain de football. Le joueur quittera le terrain sans permission après s'être pris un carton jaune pour non-fairplay et ne verra plus jamais les terrains belges.

#### AS Monaco (2012-2017)
Le 31 janvier 2012, il est transféré à l'AS Monaco où il signe un contrat de quatre ans et demi. Le transfert est évalué à 7,5 M€. Durant la deuxième partie de saison il inscrira trois buts sous ses nouvelles couleurs.
Le 25 février 2013, il inscrit son premier but de la saison 2012/2013 face au RC Lens et confirme sa série de bonnes performances. Mais, lors du dernier match de la saison à Tours, une grave blessure au genou l'éloigne des terrains pour au moins cinq mois.
Il effectue progressivement son retour au début de l'année 2014, le plus souvent en tant que remplaçant. Il délivre ses premières passes décisives en Ligue 1 contre l'AC Ajaccio (victoire de l'ASM 4-1) puis contre l'En avant Guingamp (match nul 1-1). Le 10 mai 2014, il s'offre son premier but en L1 pour son premier match en tant que titulaire en championnat. Ce but offre la victoire à son équipe à Valenciennes (succès 2-1).
Le 6 février 2016, lors d'une rencontre entre l'AS Monaco et l'OGC Nice, il prend un carton jaune pour contestation donné par l'arbitre Tony Chapron. En réaction, Nabil Dirar agit par colère en collant son front contre celui de l'arbitre et est expulsé. Il déclare sur les réseaux en soirée « Je suis con de prendre un carton rouge comme ça ». Suspendu dans un premier temps par la Ligue de football professionnel à titre conservatoire, il écope de huit matchs de suspension par la commission de discipline de la Ligue de football stipulant que « la commission a écarté la notion de brutalité mais elle a considéré qu'il y avait un contact physique, ainsi qu'une attitude et un comportement général qui correspondaient à de l'intimidation » en retenant les deux facteurs aggravants : « confrontation tête contre tête avec l'arbitre et contestation extrêmement véhémente après son carton rouge ».

#### Fenerbahçe SK (2017- 2021)
Le 1er juillet 2017, il est transféré en Turquie pour une valeur de 4,5 M€ dans le club du Fenerbahçe SK pour une durée de trois saisons. Il dispute son premier match le 27 juillet 2017 en tant que titulaire où il portera le numéro 17 face au Sturm Graz dans un match de Ligue Europa. Dès le match retour, il marque déjà son premier but sous ses nouvelles couleurs turcs à la 32e minute (match nul, 1-1). Il est depuis son transfert un joueur titulaire de base du club turc. Il marque son deuxième but le 9 septembre 2017 à la 43e minute face au Istanbul BB dans un match de championnat (défaite, 2-3).

#### Retour au FC Bruges en prêt (2021)
Le 30 janvier 2021, Nabil Dirar revient au FC Bruges sous la forme d'un prêt sans option d'achat jusqu'à la fin de la saison.

#### Kasimpasa (depuis 2021)
Après s'être entendu avec les dirigeants de Fenerbahçe SK sur une rupture à l'amiable de son contrat, il signe en faveur de Kasımpaşa SK ou il s'est engagé pour un an.

#### Chabab Mohammédia (2022-)
Nabil Dirar retourne dans son pays natal pour s'engager le 8 septembre 2022 au Chabab Mohammédia.

### Carrière internationale

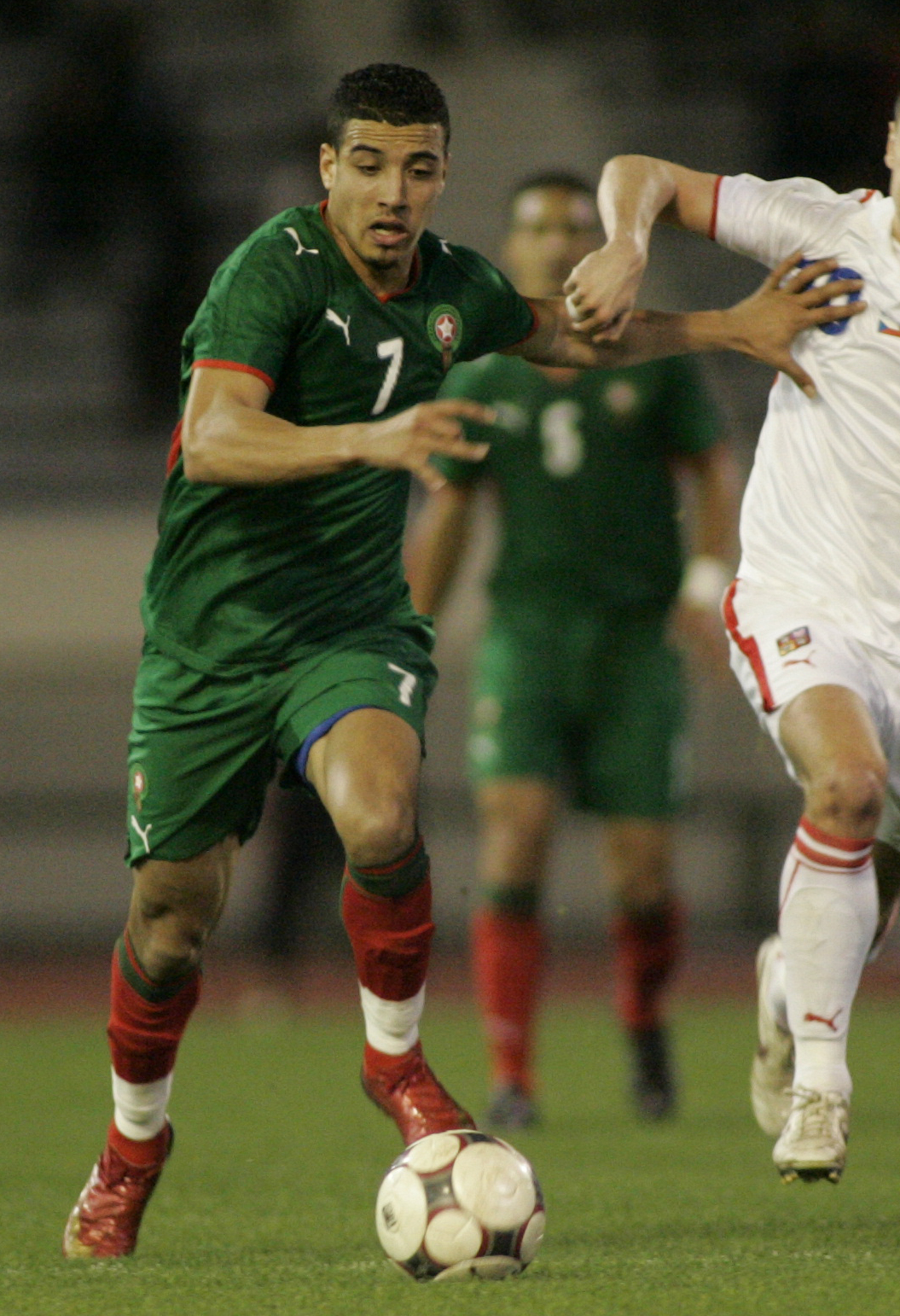
Dirar avec le Maroc.

#### Entre le Maroc et la Belgique
Au début de 2008, après une belle saison au KVC Westerlo, Nabil Dirar obtient la nationalité belge. Le 26 août 2008, il attire l'attention en déclarant ouvertement, alors qu'il a 22 ans, qu'il souhaite jouer pour les Diables Rouges, or étant donné qu'il a déjà joué un match officiel avec le Maroc espoirs, cela est strictement interdit par les lois de la FIFA.

#### Débuts avec lesLions de l'Atlas
C'est le 11 octobre 2008 que Nabil fera officiellement ses débuts avec le Maroc face à la Mauritanie dans un match qui compte pour les éliminatoires de la Coupe du monde 2010 (victoire, 4-1). Il délivrera une passe décisive sur le troisième but signé Youssouf Hadji. Le joueur se verra jouer un nombre important de match amicaux entre 2008 et 2015 avant l'arrivée d'Hervé Renard, nouveau sélectionneur des Lions de l'Atlas en février 2016. L'entraîneur français décide d'intégrer Dirar parmi ses joueurs cadres dans le poste de latéral droit à côté de Medhi Benatia.

#### CAN 2017
Le 4 janvier 2017, la FRMF publie publiquement la liste des 23 sélectionnés marocains pour prendre part à la CAN 2017. Dirar verra logiquement son nom parmi cette liste. Il sera titularisé à chaque match, avant de se voir éliminer en quarts de finale face à la sélection égyptienne (défaite, 0-1).

#### Coupe du monde 2018
A l'occasion d'un match très important qui peut qualifier le Maroc en Coupe du monde le 11 novembre 2017, Nabil se rend à Abidjan pour disputer la finale des qualifications en Coupe du monde face à la Côte d'Ivoire. Sur une passe décisive de Hakim Ziyech, Dirar inscrira son troisième but sous le maillot marocain, qui qualifiera le Maroc dans la plus grande compétition au monde. Le 17 mai 2018, Hervé Renard sélectionne Nabil Dirar pour prendre part à la Coupe du monde 2018. A l'occasion du premier match de Coupe du monde face à l'Iran le 15 juin 2018, on annoncera un Dirar blessé au genou qui devra manquer le premier match des Lions de l'Atlas. Nordin Amrabat prendra dans le latéral droit, la place de Nabil Dirar dans cette première rencontre de Coupe du monde qui se soldera sur une défaite de un à zéro en faveur des Iraniens.

## Palmarès

### En club
Club Bruges KV 
- Championnat de Belgique
  - Champion : 2021.

 AS Monaco
- Ligue 1
  - Champion : 2017
  - Vice-champion : 2014
- Ligue 2
  - Champion : 2013
- Coupe de la Ligue
  - Finaliste : 2017
- Ligue des champions de l'UEFA
  - Demi-finaliste : 2017

### Distinctions personnelles

#### Avec l'AS Monaco
- 2016 : Joueur de l'AS Monaco de la saison 2015-2016[29]

## Statistiques détaillées

### En club
| Saison                | Club                  | Championnat           | Championnat | Championnat | Championnat | Coupe nationale | Coupe nationale | Coupe nationale | Coupe de la Ligue | Coupe de la Ligue | Coupe de la Ligue | Compétition(s) continentale(s) | Compétition(s) continentale(s) | Compétition(s) continentale(s) | Compétition(s) continentale(s) | Total | Total | Total |
| Saison                | Club                  | Division              | M.          | B.          | P.d.        | M.              | B.              | P.d.            | M.                | B.                | P.d.              | Comp.                          | M.                             | B.                             | P.d.                           | M.    | B.    | P.d.  |
| 2005-2006             | Diegem Sport          | Division 3            | 26          | 2           | 0           | -               | -               | -               | -                 | -                 | -                 | -                              | -                              | -                              | -                              | 26    | 2     | 0     |
| Sous-total            | Sous-total            | Sous-total            | 26          | 2           | 0           | -               | -               | -               | -                 | -                 | -                 | -                              | -                              | -                              | -                              | 26    | 2     | 0     |
| 2006-2007             | KVC Westerlo          | Jupiler League        | 33          | 1           | 7           | 0               | 0               | 0               | -                 | -                 | -                 | -                              | -                              | -                              | -                              | 33    | 1     | 7     |
| 2007-2008             | KVC Westerlo          | Jupiler League        | 24          | 2           | 5           | 0               | 0               | 0               | -                 | -                 | -                 | -                              | -                              | -                              | -                              | 24    | 2     | 5     |
| Sous-total            | Sous-total            | Sous-total            | 57          | 3           | 12          | 0               | 0               | 0               | -                 | -                 | -                 | -                              | -                              | -                              | -                              | 57    | 3     | 12    |
| 2008-2009             | FC Bruges             | Jupiler Pro League    | 33          | 3           | 10          | 1               | 0               | 0               | -                 | -                 | -                 | C3                             | 6                              | 0                              | 1                              | 40    | 3     | 11    |
| 2009-2010             | FC Bruges             | Jupiler Pro League    | 29          | 4           | 8           | 4               | 0               | 1               | -                 | -                 | -                 | C3                             | 9                              | 0                              | 2                              | 42    | 4     | 11    |
| 2010-2011             | FC Bruges             | Jupiler Pro League    | 33          | 3           | 10          | 0               | 0               | 0               | -                 | -                 | -                 | C3                             | 7                              | 0                              | 1                              | 40    | 3     | 11    |
| 2011-2012             | FC Bruges             | Jupiler Pro League    | 22          | 4           | 7           | 1               | 1               | 0               | -                 | -                 | -                 | C3                             | 8                              | 4                              | 3                              | 31    | 9     | 10    |
| Sous-total            | Sous-total            | Sous-total            | 117         | 14          | 35          | 6               | 1               | 1               | -                 | -                 | -                 | -                              | 30                             | 4                              | 7                              | 153   | 19    | 43    |
| 2011-2012             | AS Monaco             | Ligue 2               | 15          | 3           | 1           | -               | -               | -               | -                 | -                 | -                 | -                              | -                              | -                              | -                              | 15    | 3     | 1     |
| 2012-2013             | AS Monaco             | Ligue 2               | 34          | 3           | 8           | 0               | 0               | 0               | 3                 | 0                 | 0                 | -                              | -                              | -                              | -                              | 37    | 3     | 8     |
| 2013-2014             | AS Monaco             | Ligue 1               | 11          | 1           | 2           | 2               | 0               | 3               | 0                 | 0                 | 0                 | -                              | -                              | -                              | -                              | 13    | 1     | 5     |
| 2014-2015             | AS Monaco             | Ligue 1               | 27          | 2           | 1           | 3               | 0               | 0               | 2                 | 0                 | 0                 | C1                             | 9                              | 0                              | 1                              | 41    | 2     | 2     |
| 2015-2016             | AS Monaco             | Ligue 1               | 20          | 2           | 8           | 1               | 0               | 0               | 0                 | 0                 | 0                 | C1+C3                          | 4+3                            | 0+0                            | 0+1                            | 28    | 2     | 9     |
| 2016-2017             | AS Monaco             | Ligue 1               | 18          | 1           | 3           | 2               | 0               | 1               | 2                 | 0                 | 1                 | C1                             | 11                             | 0                              | 2                              | 33    | 1     | 7     |
| Sous-total            | Sous-total            | Sous-total            | 125         | 12          | 23          | 8               | 0               | 4               | 7                 | 0                 | 1                 | -                              | 27                             | 0                              | 4                              | 167   | 12    | 32    |
| 2017-2018             | Fenerbahçe SK         | Süper Lig             | 29          | 4           | 8           | 4               | 0               | 0               | -                 | -                 | -                 | C3                             | 4                              | 1                              | 0                              | 37    | 5     | 8     |
| 2018-2019             | Fenerbahçe SK         | Süper Lig             | 16          | 1           | 4           | 2               | 0               | 0               | -                 | -                 | -                 | C1                             | 1                              | 0                              | 0                              | 19    | 1     | 4     |
| 2019-2020             | Fenerbahçe SK         | Süper Lig             | 28          | 2           | 0           | 5               | 0               | 0               | -                 | -                 | -                 | -                              | -                              | -                              | -                              | 33    | 2     | 0     |
| Sous-total            | Sous-total            | Sous-total            | 58          | 7           | 12          | 11              | 0               | 0               | -                 | -                 | -                 | -                              | 5                              | 1                              | 0                              | 74    | 8     | 12    |
| 2020-2021             | Club Bruges KV        | Jupiler Pro League    | 2           | 0           | 0           | 1               | 0               | 0               | -                 | -                 | -                 | C3                             | 2                              | 0                              | 0                              | 5     | 0     | 0     |
| Sous-total            | Sous-total            | Sous-total            | 2           | 0           | 0           | 1               | 0               | 0               | -                 | -                 | -                 | -                              | 2                              | 0                              | 0                              | 5     | 0     | 0     |
| 2022-2023             | Chabab Mohammédia     | Botola Pro            | -           | -           | -           | -               | -               | -               | -                 | -                 | -                 | -                              | -                              | -                              | -                              | 0     | 0     | 0     |
| Sous-total            | Sous-total            | Sous-total            | -           | -           | -           | -               | -               | -               | -                 | -                 | -                 | -                              | -                              | -                              | -                              | 0     | 0     | 0     |
| Total sur la carrière | Total sur la carrière | Total sur la carrière | 385         | 38          | 82          | 26              | 1               | 5               | 7                 | 0                 | 1                 | -                              | 64                             | 5                              | 11                             | 482   | 44    | 99    |

### En sélection nationale
1. 11/10/2008 Maroc - Mauritanie Rabat 4 - 1 Elim.CAN/CM 2010
2. 19/11/2008 Maroc - Zambie Casablanca 3 - 0 Amical
3. 11/02/2009 Maroc – Tchèque Casablanca 0 - 0 Amical
4. 28/03/2009 Maroc - Gabon Casablanca 1 - 2 Elim.CAN/CM 2010
5. 31/03/2009 Angola - Maroc Lisbonne 0 - 2 Amical
6. 14/11/2009 Maroc - Cameroun Fès 0 - 2 Elim.CM 2010
7. 11/11/2011 Maroc - Ouganda Marrakech 0 - 1 LG Cup
8. 03/09/2014 Maroc – Qatar Casablanca 0 - 0 Amical
9. 07/09/2014 Maroc – Libye Marrakech 3 - 0 Amical
10. 09/10/2014 Maroc – RCA Marrakech 4 - 0 Amical
11. 13/10/2014 Maroc - Kenya Marrakech 3 - 0 Amical
12. 28/03/2015 Maroc – Uruguay Agadir 0 - 1 Amical
13. 05/09/2015 Sao Tomé - Maroc Sao Tomé 0 - 3 Elim. CAN 2017 / 1 but
14. 09/10/2015 Maroc - Côte d'Ivoire Agadir 0 - 1 Amical
15. 26/03/2016 Cap-Vert 0 - 1 Maroc Praia Elim. CAN 2017
16. 29/03/2016 Maroc 2 - 0 Cap-Vert Marrakech Elim. CAN 2017
17. 27/05/2016 Amical Tanger Maroc – Congo 2 - 0
18. 03/06/2016 Libye 1 - 1 Maroc Rades Elim. CAN 2017 / 1 but
19. 31/08/2016 Albanie 0 - 0 Maroc Shkoder Amical
20. 04/09/2016 Maroc - Sao Tomé Rabat 2 - 0 Elim. CAN 2017
21. 09/01/2017 Finlande 1 - 0 Maroc Al Ain Amical
22. 16/01/2017 RD Congo 1 - 0 Maroc Oyem CAN 2017
23. 20/01/2017 Togo 1 - 3 Maroc Oyem CAN 2017
24. 24/01/2017 Côte d'Ivoire 0 - 1 Maroc Oyem CAN 2017
25. 29/01/2017 Egypte 1 - 0 Maroc Port-Gentil 1/4 de finale CAN 2017
26. 24/03/2017 Marrakech Maroc – Burkina Faso 2 - 0 Amical
27. 28/03/2017 Marrakech Maroc - Tunisie 1 - 0 Amical
28. 31/05/2017 Agadir Maroc - Pays Bas 1 - 2 Amical
29. 10/06/2017 Yaoundé Cameroun - Maroc 1 - 0 Elim. CAN 2019
30. 01/09/2017 Maroc 6 - 0 Mali Rabat Elim. CM 2018
31. 05/09/2017 Mali 0 - 0 Maroc Bamako Elim. CM 2018
32. 07/10/2017 Maroc 3 - 0 Gabon Casablanca Elim. CM 2018
33. 11/11/2017 Abidjan Côte d'Ivoire - Maroc 0 - 2 Elim. CM 2018 / 1 but
34. 23/03/2018 Turin Maroc - Serbie 2 - 1 Amical
35. 20/06/2018 Moscou Portugal - Maroc 1 - 0 C.M 2018
36. 25/06/2018 Kaliningrad Espagne - Maroc 2 - 2 C.M 2018
37. 08/09/2018 Casablanca Maroc vs Malawi 3 - 0 Elim. CAN 2019
38. 13/10/2018 Casablanca : Maroc vs Comores 1 - 0 Elim. CAN 2019
39. 20/11/2018 Radès Tunisie vs Maroc 0 - 1 Amical
40. 12/06/2019 Marrakech : Maroc vs Gambie 0 - 1 Amical
41. 16/06/2019 Marrakech : Maroc vs Zambie 2 - 3 Amical
42. 23/06/2019 Le Caire : Maroc vs Namibie 1 - 0 CAN 2019
43. 28/06/2019 Le Caire : Maroc vs Côte d'Ivoire 1 - 0 CAN 2019
44. 01/07/2019 Le Caire : Maroc vs Afrique du sud 1 - 0 CAN 2019
45. 05/07/2019 Le Caire : Maroc vs Bénin 1 - 1 (1 - 4 TAB) 1/8 de finale CAN 2019
46. 06/09/2019 Marrakech : Maroc vs Burkina Faso 1 - 1 Amical
47. 10/09/2019 Marrakech : Maroc vs Niger 1 - 0 Amical
48. 19/11/2019 Bujumbura : Burundi vs Maroc 0 - 3 Elim. CAN 2021

Mise à jour le 10 décembre 2019

#### Buts internationaux
| Buts en sélection de Nabil Dirar | Buts en sélection de Nabil Dirar | Buts en sélection de Nabil Dirar       | Buts en sélection de Nabil Dirar | Buts en sélection de Nabil Dirar | Buts en sélection de Nabil Dirar | Buts en sélection de Nabil Dirar  | Buts en sélection de Nabil Dirar |
| #                                | Date                             | Lieu                                   | Adversaire                       | Score                            | Résultat                         | Compétition                       |                                  |
| -------------------------------- | -------------------------------- | -------------------------------------- | -------------------------------- | -------------------------------- | -------------------------------- | --------------------------------- | -------------------------------- |
| 1                                | 5 septembre 2015                 | Estádio Nacional 12 de Julho, São Tomé | Sao Tomé-et-Principe             | 0-3                              | 0-3                              | Éliminatoires CAN 2017            |                                  |
| 2                                | 3 juin 2016                      | Stade olympique de Radès, Radès        | Libye                            | 0-1                              | 1-1                              | Éliminatoires CAN 2017            |                                  |
| 3                                | 11 novembre 2017                 | Stade Félix-Houphouët-Boigny, Abidjan  | Côte d'Ivoire                    | 0-1                              | 0-2                              | Éliminatoires Coupe du monde 2018 |                                  |

## Vie privée
Natif de Casablanca, Dirar grandit dans un milieu pauvre : son père meurt alors qu'il n'a qu'un an. Sa mère, femme de ménage devra alors éduquer ses 11 enfants (7 garçons et 4 filles) toute seule avec les moyens du bord. Nabil révélera dans une interview qu'il a esquivé l'école et les examens pendant toute son enfance. Il possède un diplôme de mécanique de 2 ans.
En décembre 2011, Nabil Dirar rendra visite à l'école secondaire Victor Horta à Bruxelles, réputé comme étant l'une des écoles au plus faible niveau de Belgique. Avec un pourcentage de 95 % d'élèves d'origine turque et marocaine, il motivera les jeunes allochtone de l'établissement à éviter de prendre le mauvais chemin et de se concentrer dans les études.
Marié à une Marocaine en 2011, il devient père en avril 2012 d'une fille prénommée Layana.